# Valeriya Korotenko
Valeriya Korotenko est une joueuse de volley-ball azerbaïdjanaise née le 29 janvier 1984 à Bakou (Azerbaïdjan). Elle mesure 1,71 m et joue libero. Elle totalise 180 sélections en équipe d'Azerbaïdjan.

## Biographie
Valeriya est née à Bakou où elle commença à jouer au volley dans une équipe scolaire à l'âge de 12 ans. Elle poursuit sa carrière en jeune dans le club du "Lokomotiv" Bakou, puis elle partit dans le plus grand club d'Azerbaïdjan,  "l'Azerrail" Bakou. Elle est mariée au judoka azerbaïdjanais Nijat Mammadov. Elle a obtenu le prix de la meilleure libero au Championnat d'Europe 2005.
Au mois de décembre 2014, Valeriya a mis au monde un fils. 

## Clubs
| Club                | Pays        | De           | À            |
| ------------------- | ----------- | ------------ | ------------ |
| Azerrail Bakou      | Azerbaïdjan | 2001-2002    | janvier 2008 |
| Voléro Zürich       | Suisse      | janvier 2008 | mai 2008     |
| Fenerbahçe Istanbul | Turquie     | 2008-2009    | 2008-2009    |
| Azerrail Bakou      | Azerbaïdjan | 2009-2010    | …            |

## Palmarès
- Championnat de Turquie (1)
  - Vainqueur : 2009
- Championnat d'Azerbaïdjan (7)
  - Vainqueur : 2001, 2002, 2003, 2004, 2005, 2006, 2007
- Championnat de Suisse (1)
  - Vainqueur : 2008

## Photos

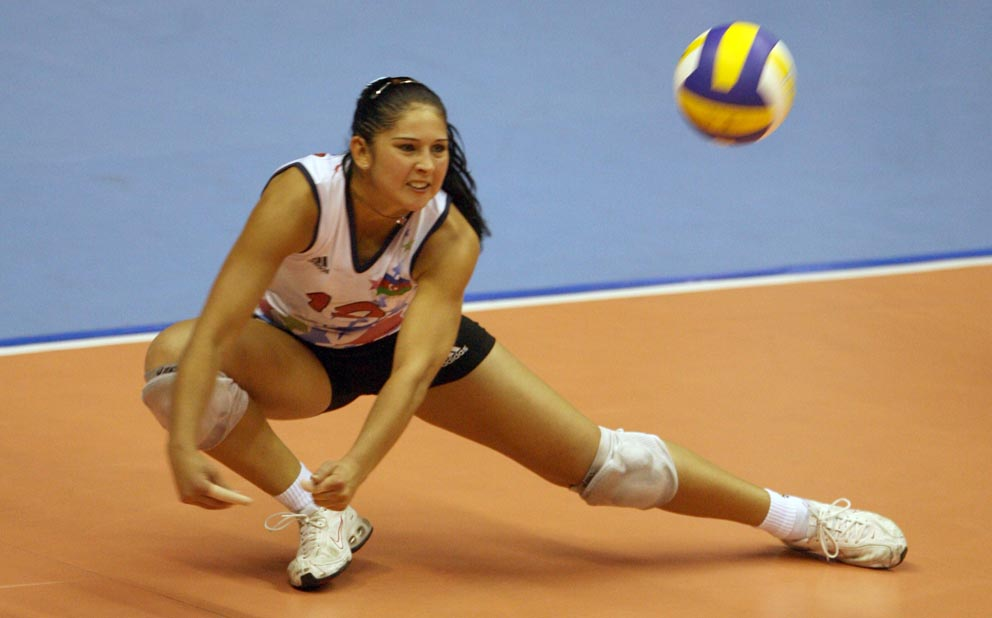
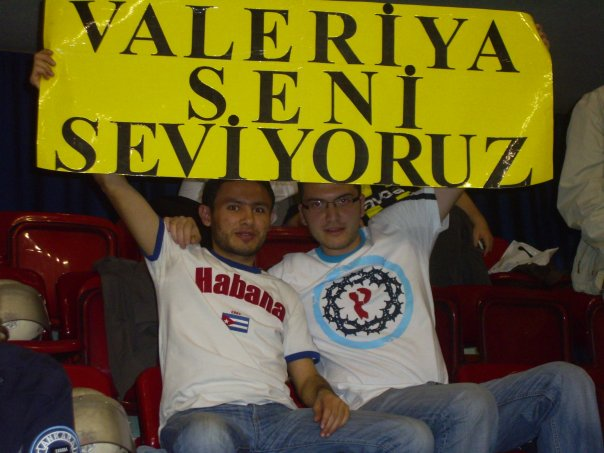
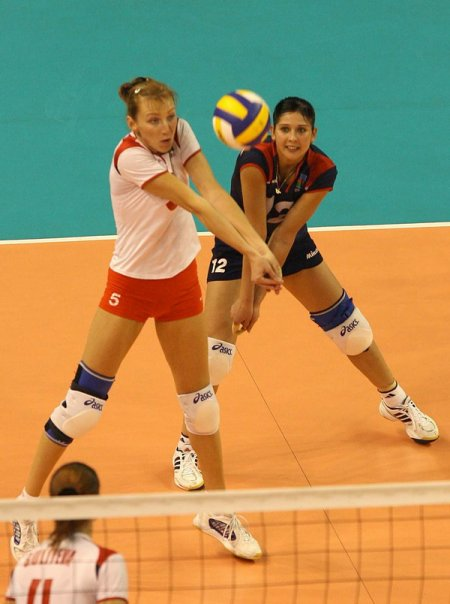
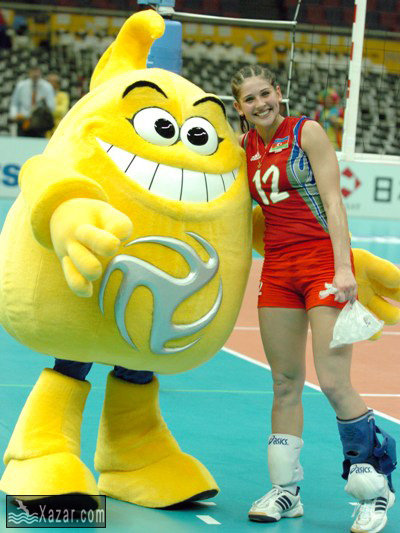
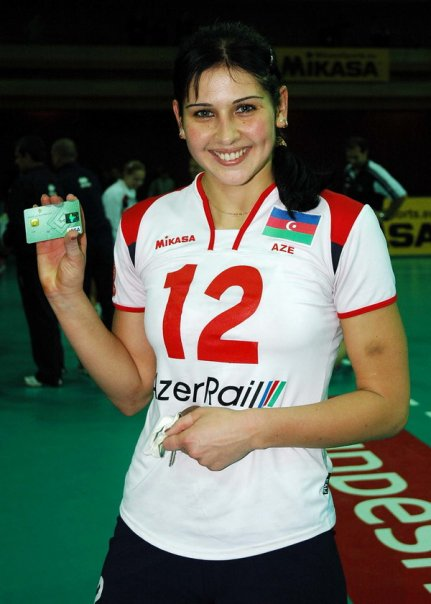
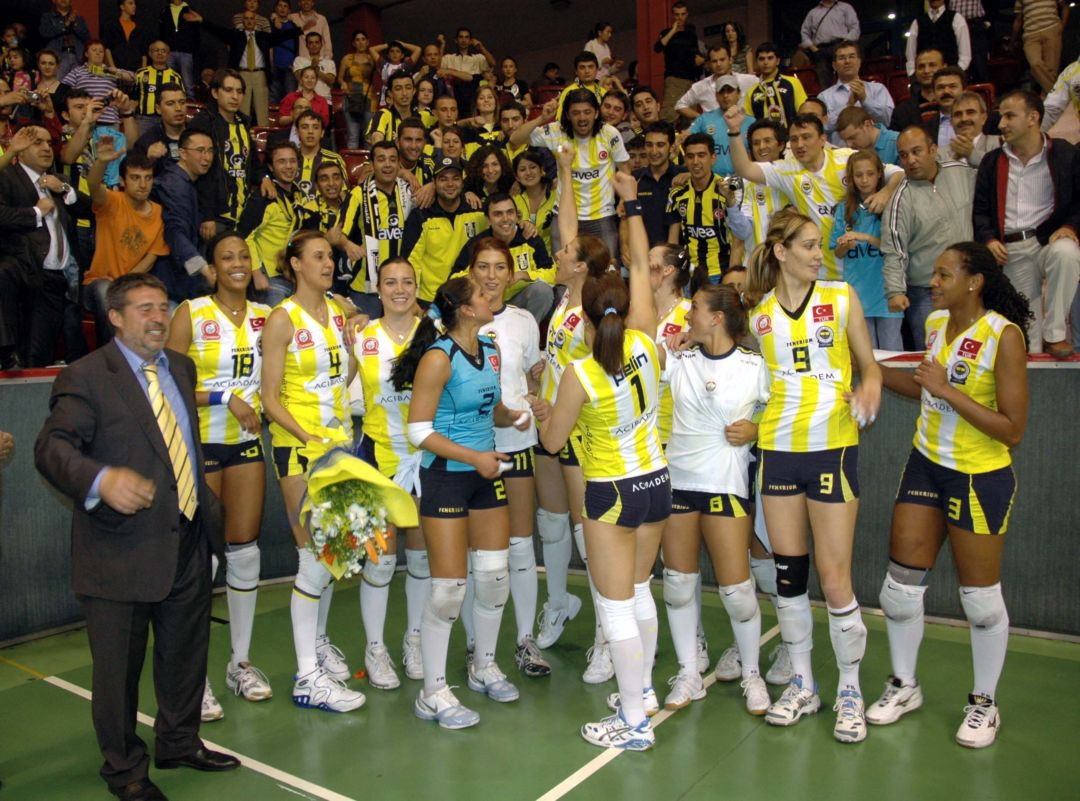